# Varga László Edgár
Varga László Edgár (Margitta, 1985 –) költő, szerkesztő.

## Életpályája
Székelyhídon nőtt fel, majd biológia szakos egyetemi diplomát szerzett Kolozsváron, ahol jelenleg (2017) is él. Tanulmányai befejeztével kilenc évig volt a Krónika munkatársa, előbb tördelőszerkesztőként, majd a kultúra rovat szerkesztőjeként dolgozott, utána a Látó szépirodalmi folyóirat szerkesztője. Jelenleg a Főtér szerkesztője.
Első kötete 2014-ben jelent meg Cseréptavasz címmel, és az Erdély Magyar Irodalmáért Alapítvány debütdíját, valamint a Méhes György-debütdíjat nyerte el. Második verseskötete bejárónőm: isten címmel jelent meg 2017-ben.

## Művei
- Cseréptavasz; Erdélyi Híradó–Előretolt Helyőrség Szépirodalmi Páholy–FISZ, Kolozsvár–Bp., 2014 (FISZ könyvek)
- bejárónőm: isten; Erdélyi Híradó–FISZ, Kolozsvár–Bp., 2017 (Hortus conclusus)

## Külső hivatkozások
- Versei a Helikonban Archiválva 2019. május 17-i dátummal a Wayback Machine-ben